# Carlos Velasco Peinado
Carlos Velasco Peinado (1842-6 mai 1888) fut un architecte espagnol.
Il fut l'un des précurseurs de la réforme intérieure de Madrid à la fin du XIXe siècle préalable à la réalisation de la Gran vía ; son projet s'appelait « Projet de prolongation de la rue Preciados ». Il consistait à ouvrir une grande voie (« gran vía ») de la Calle Alcalá à la Plaza de San Marcial (actuelle Plaza de España).

## Biographie
En 1867 il reçoit le titre d'architecte. Le 3 mars 1868, le projet « Projet de prolongation de la rue Preciados » qui lui avait été chargé par la mairie de Madrid est approuvé.
À sa mort, son fils Carlos Velasco Peyronnet (es) se chargera de défendre son projet.

## Œuvres

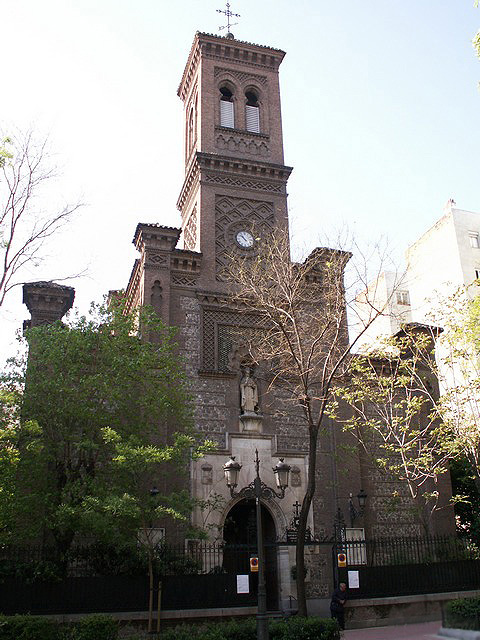
Église Saint-Firmin des Navarrais.

- Institution libre d'enseignement (1881) sur le Paseo de la Castellana de Madrid ;
- L'Église Saint-Firmin des Navarrais (es), édifice néo-mudéjar planifié en 1886 par Eugenio Jiménez Corera et Carlos Velasco Peinado, et construit de 1886 à 1890 au 10, rue Eduardo Dato[2];
- Teatro Lara (es) (1881), à Madrid.